# Kingston (Jamaica)
Kingston is de hoofdstad van Jamaica en ligt in het zuidoosten van het land. De stad ligt in een natuurlijke haven, die door het smalle, kronkelende schiereiland Palisadoes wordt beschermd. Kingston telt 937.700 inwoners (2011).

## Geschiedenis
Kingston werd gesticht in 1693 door de Britten, na een rampzalige aardbeving die veel van de vorige hoofdstad Port Royal vernietigde. De stad werd de regeringszetel van Jamaica in 1872 en behield deze status toen het eiland onafhankelijk werd in 1962. Op 14 januari 1907 doodde een aardbeving in Kingston meer dan 1000 mensen.
In bestuurlijk opzicht vallen alleen het oude centrum (downtown) en enkel aan zee grenzende wijken onder de parish Kingston. De overige wijken, waaronder het zakencentrum New Kingston en de villawijken in de heuvels vallen onder de parish Saint Andrew.
In Kingston en St. Andrew bevinden zich de meeste kantoren en organen van de Jamaicaanse overheid. De Gouverneur-Generaal zetelt in het Kings House aan Hope Road in St.Andrew, dat oorspronkelijk de residentie van de bisschop van Jamaica was. Hier bevinden zich ook Jamaica House, de zetel van de minister-president en de befaamde studio van Bob Marley, Tuff Gong International. Aan de voet van de Blue Mountains liggen de Royal Botanical Gardens (ook wel bekend als Hope Gardens). In het nabijgelegen noordoostelijke stadsdeel Mona bevindt zich de campus van de University of the West Indies, die in 1948 werd opgericht.
In Kingston worden verscheidene jaarlijkse en goedbezochte festivals gehouden. Sinds 2015 is Kingston een UNESCO City of Music.

## Sport
Kingston is de geboorteplaats van meerdere succesvolle sprinters, zoals Ray Stewart en Sanya Richards. In 1966 vond de Gemenebestspelen plaats in Kingston. Voor die gelegenheid werd het sportcomplex Independence Park gebouwd. Tegenwoordig wordt het gebruikt als onder andere voetbal-, rugby-, en atletiekstadion. Jaarlijks wordt de Jamaica International Invitational in het stadion georganiseerd. Het hoofdstadion van het Jamaicaans voetbalelftal is eveneens in het Independence Park.

## Stedenbanden
- Guadalajara (Mexico)

## Bekende inwoners van Kingston

### Geboren
- Mary Seacole (1805-1881), verpleegkundige
- Coleridge Goode (1914-2015), jazzcontrabassist
- George Rhoden (1926-2024), atleet
- Coxsone Dodd (1932-2004), muziekproducer
- Prince Buster (1938-2016), zanger, producer en zakenman
- Alton Ellis (1938-2008), artiest
- Owen Gray (1939-2025), reggaemuzikant
- Desmond Dekker (1941-2006), componist en zanger
- King Tubby (1941-1989), producer
- Boris Gardiner (1943), zanger en bassist
- Anton Phillips (1943), Brits acteur
- Monty Alexander (1944), jazzpianist
- B.B. Seaton (1944-2024), reggaezanger, songwriter en muziekproducent
- Aston Barrett (1946-2024), basgitarist en rastafari
- Lennox Miller (1946-2004), atleet
- John Holt (1947-2014), reggaezanger en songwriter
- Bunny Livingston (1947-2021), reggae-muzikant
- Junior Byles (1948), zanger
- Johnny Osbourne (ca. 1948), zanger en songwriter
- Horace Andy (1951), artiest
- Gregory Isaacs (1951-2010), artiest
- Don Quarrie (1951), atleet
- Sly Dunbar (1952), drummer (Sly and Robbie) en producer
- Robbie Shakespeare (1953-2021), basgitarist (Sly and Robbie) en producer
- Judy Mowatt (1953), zangeres
- Sugar Minott (1956-2010), artiest
- Eek-A-Mouse (1957), zanger
- Deta Hedman (1959), dartster
- Cocoa Tea (1959-2025), muzikant
- Patrick Ewing (1962), Amerikaans basketballer
- John Barnes (1963), Engels-Jamaicaans voetbaltrainer en voormalig voetballer
- Ray Stewart (1965), atleet
- Wayne Wonder (1966), artiest
- Ziggy Marley (1968), artiest
- Evan Parke (1968), acteur
- Shaggy (1968), artiest
- Richie Spice (1971), artiest
- Sean Paul (1973), artiest
- Shawn Rhoden (1975-2021), bodybuilder
- Michael Blackwood (1976), atleet
- Michelle Burgher (1977), atlete
- Damian Marley (1978), artiest
- Stacey McKenzie (1978), model
- Sanjay Ayre (1980), atleet
- Dwight Thomas (1980), atleet
- Sheri-Ann Brooks (1983), atlete
- Germaine Mason (1983-2017), atleet
- Melaine Walker (1983), atlete
- Derrick Atkins (1984), atleet uitkomend voor de Bahama's
- Kerron Stewart (1984), atlete
- Sanya Richards-Ross (1985), Amerikaans atlete
- Luton Shelton (1985-2021), voetballer
- Shelly-Ann Fraser-Pryce (1986), atlete
- Simeon Jackson (1987), voetballer
- Edino Steele (1987), atleet
- Julian Reid (1988), Brits atleet
- Alex Wilson (1990), Zwitsers atleet
- Traves Smikle (1992), atleet
- Omar McLeod (1994), atleet
- Raheem Sterling (1994), Engels-Jamaicaans voetballer
- Rolando Aarons (1995), voetballer
- Leon Bailey (1997), voetballer
- Mikaela Loach (1998), Brits klimaatactiviste